# Überschwingen

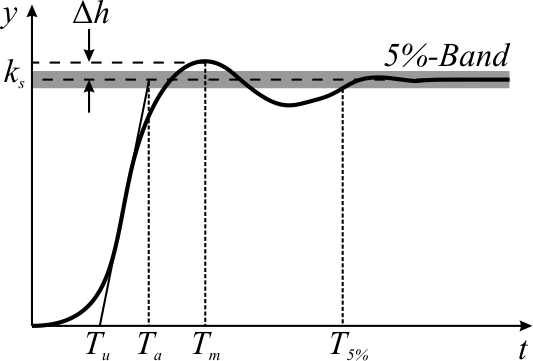
Überschwingen eines Signals um

Überschwingen (engl. overshoot) bedeutet in der Elektrotechnik, Signalverarbeitung und Regelungstechnik, dass nach einer sprunghaften Änderung einer Eingangsgröße eine Ausgangsgröße den erwünschten Wert nicht direkt erreicht, sondern über den Sollwert hinausschießt und sich erst danach auf den erwünschten Wert einstellt. Die Änderung einer Ausgangsgröße bei sprunghafter Änderung einer Eingangsgröße wird auch als Sprungantwort bezeichnet.
Bei Regelkreisen kann ein Überschwingen auftreten, wenn der Sollwert verändert wird. Dies tritt beispielsweise bei einer Raumheizung auf, wenn die gewünschte Temperatur (Sollwert) am Heizkörperthermostat von 20 °C auf 25 °C erhöht wird; der Regler erhöht die Heizleistung dadurch so stark, dass kurz eine Temperatur von beispielsweise 27 °C erreicht wird; danach sinkt die Temperatur wieder und erreicht erst später den Sollwert 25 °C. Ursache sind Verzögerungszeiten im Regelkreis, die zum Beispiel durch die Wärmekapazität des Heizkörpers und des zirkulierenden Wassers verursacht werden.
Überschwingen kann auch auftreten, wenn eine Störgröße plötzlich verändert wird; bei einer Heizungsregelung wäre das beispielsweise, wenn ein Fenster geöffnet wird.
Starkes Überschwingen eines Reglers deutet auf geringe Stabilität des Regelkreises hin. Bei geringerer Verstärkung wird der Endwert asymptotisch erreicht, es tritt kein Überschwingen auf, aber gleiche Endwerte werden später erreicht.
In der Elektrotechnik und Signalverarbeitung ist das Überschwingen ein wichtiges Charakteristikum jeder Übertragungsfunktion und somit von Verstärkern, Filtern und anderen Einrichtungen zur Verarbeitung und Übertragung von Signalen. Das Überschwingen wird in der Praxis mit Rechtecksignalen gemessen. Überschwingen tritt auf, wenn höhere Frequenzen stärker als niedrige verstärkt werden, insbesondere auch bei Resonanzen im Frequenzgang.
Das Überschwingen wird meist in Prozent der Änderung des Sollwertes angegeben; im Bild oben beträgt es etwa 10 % (Zeitpunkt Tm).

Viele Oszilloskope verfügen über eine Messfunktion für dieses Überschwingen (positive/negative overshoot).
Eine weitere wichtige Größe in diesem Zusammenhang ist die Einschwingzeit – die Zeit, ab der sich die Ausgangsgröße innerhalb einer bestimmten Abweichung eingestellt hat. Sie bezieht sich also auf den aperiodischen Anteil des Signals.
In der Regelungstechnik wird dafür meist Beruhigungszeit {\displaystyle T_{5\%}} angegeben, also die Zeit, nach der die Ausgangsgröße innerhalb eines Bereichs von ±5 % der Sprunghöhe um den endgültig erreichten Wert bleibt (siehe Bild oben: 5 %-Band).